# Hôtel de Fenasse
L'hôtel de Fenasse ou Maison romane est un édifice de la deuxième moitié du XIIe siècle située à Albi.

## Localisation
L'hôtel est situé à l'angle du 1 rue des Foissants et de la rue Saint-Étienne, à Albi dans le Tarn. 

## Historique
Cette maison illustre la richesse architecturale romane de la région Midi-Pyrénées. La riche famille albigeoise Fenasse, puissants marchands et financiers, en était propriétaire jusqu'au XIVe siècle. Après avoir été condamnés pour catharisme, cet hôtel leur fut confisqué et devint successivement  la propriété d'une famille d'évêques (Béraud de Fargues), la demeure seigneuriale des vicomtes d'Albi puis d'un sénéchal de Toulouse jusqu'à devenir en 1791 la propriété d'un riche négociant Albigeois Étienne Lacombe. 
Les façades et toitures sont inscrites au titre des monuments historiques le 9 juin 1971.

## Construction
Elle présente plusieurs vestiges des différents matériaux utilisés, fait de pierre et de brique justifiant de deux époques de remaniement, le XIIe et le XVe siècle. Les ouvertures sur ses deux façades aux quatre niveaux alternent entre arceaux et classicisme[pas clair], faits de briques ou de pierres aux chapiteaux sculptés. À l'arrière du bâtiment, on aperçoit une tourelle gothique hexagonale du XVe siècle visible depuis l'angle nord de la place du marché couvert. Elle permet l'accès au étages. Le rez-de-chaussée est aujourd'hui dédié au commerce.